# Bộ Văn hóa (Thái Lan)
Bộ Văn hóa (Viết tắt: MOC; tiếng Thái: กระทรวงวัฒนธรรม, RTGS: Krasuang Watthanatham) là một cơ quan chính phủ Thái Lan chịu trách nhiệm giám sát văn hóa, tôn giáo, và nghệ thuật ở Thái Lan. Ngân sách của năm 2019 là 8.209,4 triệu baht.:89
Bộ trưởng hiện tại đương nhiệm là ông Sermsak Pongpanit của Đảng Vì nước Thái từ ngày 1 tháng 9 năm 2023. 

## Lịch sử
Bộ Văn hóa được thành lập vào năm 1938 trực thuộc Bộ Mỹ thuật. Vào năm 1952 nó trở thành Bộ Văn hóa với Bộ Mỹ thuật là cơ quan trực thuộc. Vào năm 1958 nó được đổi tên thành Bộ Văn hóa và được đặt dưới sự bảo trợ của Bộ Giáo dục (MOE). Vào năm 2002, nó được tái thành lập thành Bộ Văn hóa.
Vào tháng 7 năm 2019, Itthiphol Khunpluem, thị trưởng cũ của Pattaya, được chỉ định là Bộ trưởng Bộ Văn hóa.